# Hygrocybe
Hygrocybe és un gènere de bolets agaricals de la família de la llenega (Hygrophoraceae). Els seus basidiocarps sovint són brillantment acolorits i tenen capells mucilaginosos, espores blanques i estípits sense anells. A Europa sovint es presenten en prats vells sense adobar i com que aquest hàbitat està en declivi hi ha certa preocupació pel futur d'aquest gènere de bolets. A altres llocs del món són típics dels boscos i arbredes. La majoria es creu que estan associats a les molses. N'hi ha unes 150 espècies a tot el món. Alguns són comestibles.

## Taxonomia

### Història
El gènere Hygrocybe va ser publicat originàriament el 1821 per Elias Magnus Fries com una subsecció d'Agaricus i el 1871 va arribar al rang de gènere per Kummer. Hydrocybe es considera una variant ortogràfica de Hygrocybe. El nom del gènere deriva del grec ῦγρὁς (= humit) + κυβη (= cap).
Fins a la dècada de 1970 es considerava per molts com un sinònim d'Hygrophorus, un gènere relacionat de ectomicorízics.
Hygrocybe s'ha dividit en subgèneres – notablement Cuphophyllus (= Camarophyllus sensu Singer, non Fries) – ha adquirit el rang de gènere. Però cap a 2011, tanmateix, la majoria de les aautoritats en micologia consideren aquest gènere dividit com a sinònim d'Hygrocybe. Algunes espècies com el de capell de color malva (Humidicutis lewelliniae), ha estat descrit dins del petit gènere Humidicutis.

### Estatus actual
La recerca filogenètica recent i la cladística suggereixen que Hygrocybe és parafilètic i no forma un sol clade dins els Hygrophoraceae. Com a resultat s'ha suggerit que com a mínim el gènere Cuphophyllus (comprenent Hygrocybe pratensis i similars) s'hauria de treure de Hygrocybe sensu stricto, junt amb el gènere Gliophorus (comprenent Hygrocybe psittacina i similars).

## Hàbitat, nutrició i distribució
La majoria d'espècies d'Hygrocybe viuen sobre la terra, però unes poques (com Hygrocybe mexicana i H. rosea) només ho fan en molses dels arbres. A Europa algunes espècies viuen en prats però la majoria en arbredes.
La nutrició no és com mycorriza ni saprotròfica. Sembla que estan en simbiosi amb molses.
Tenen distribució cosmopolita, des del tròpics a les regions subpolars.

## Ús econòmic
Hygrocybe pratensis és comestible, cap de les espècies es cultiva comercialment. Altres espècies són comestibles i es recullen de forma local.

## Algunes espècies
- Hygrocybe coccinea
- Hygrocybe conica
- Hygrocybe miniata
- Hygrocybe nigrescens
- Hygrocybe nivea
- Hygrocybe pratensis
- Hygrocybe psittacina
- Hygrocybe punicea
- Hygrocybe vitellina

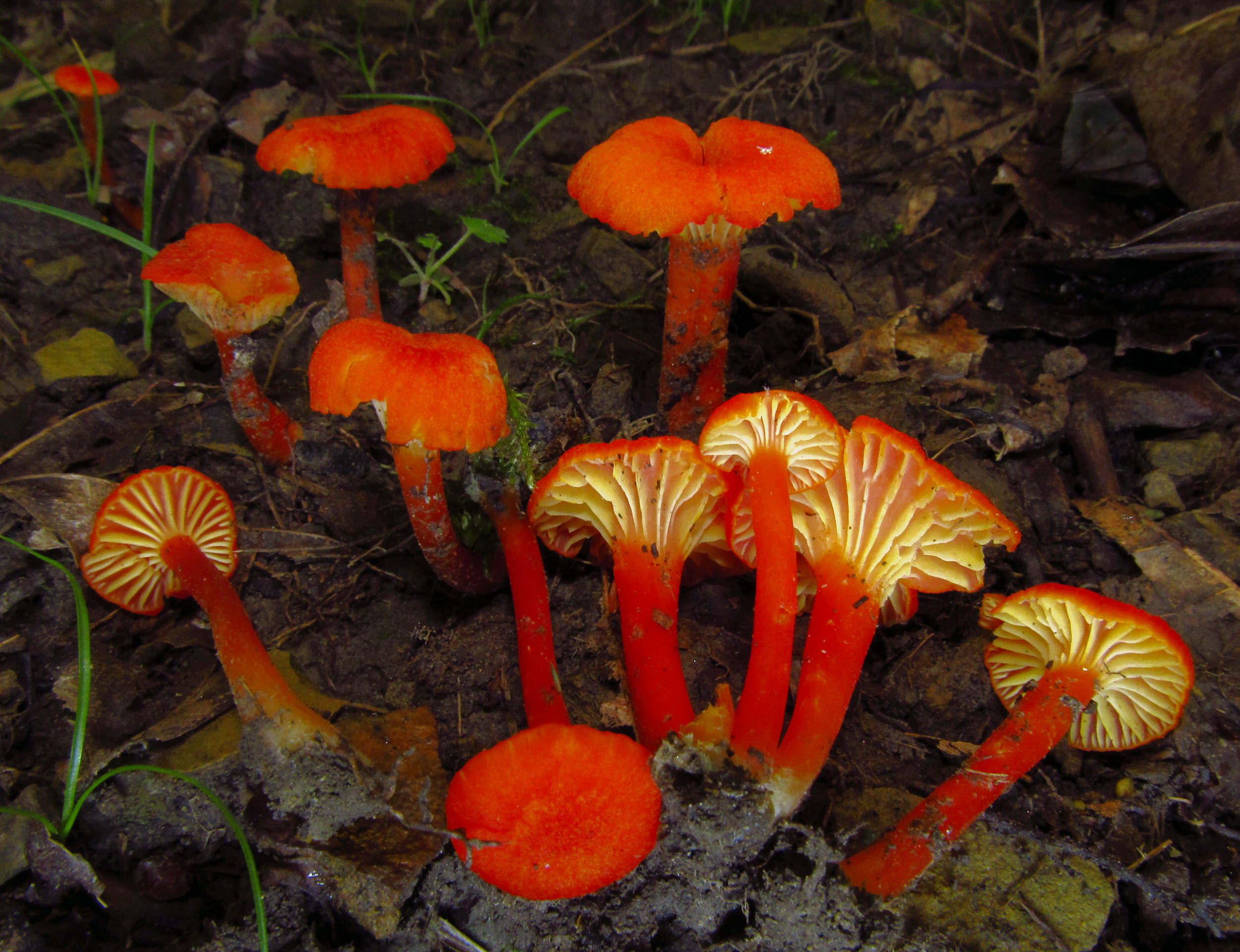
Hygrocybe cantharellus
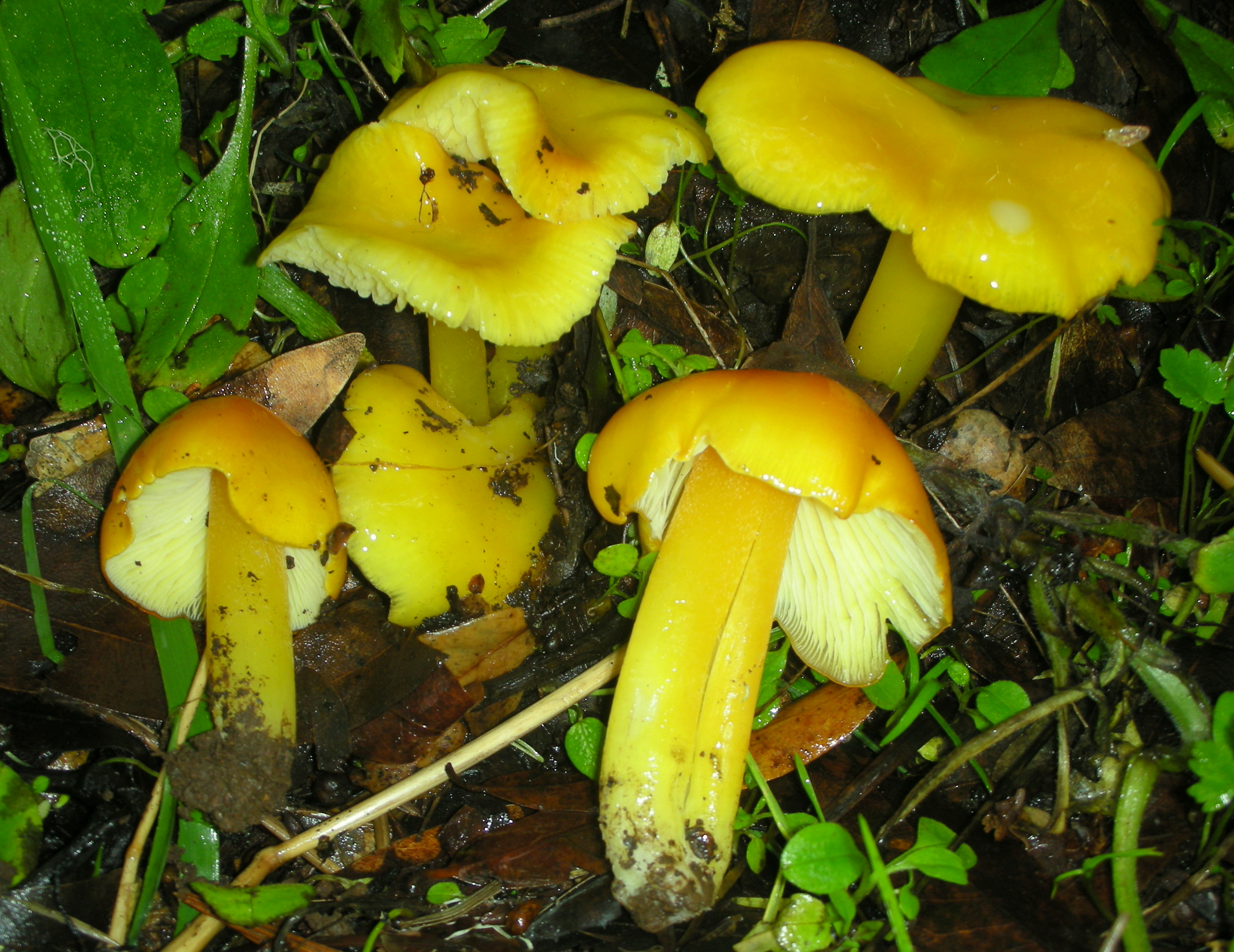
Hygrocybe flavescens
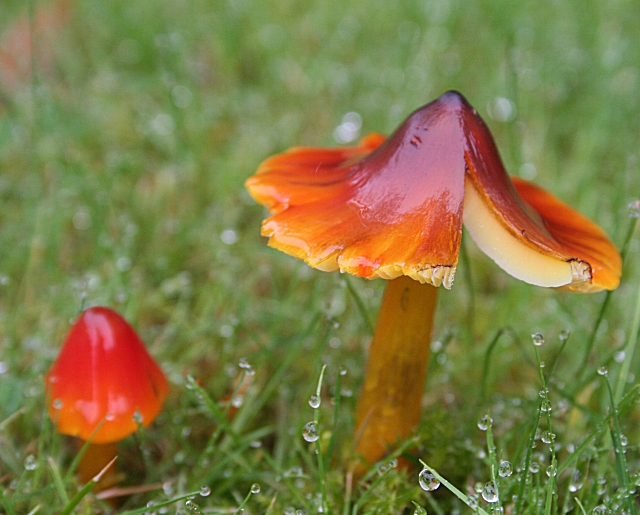
Hygrocybe conica
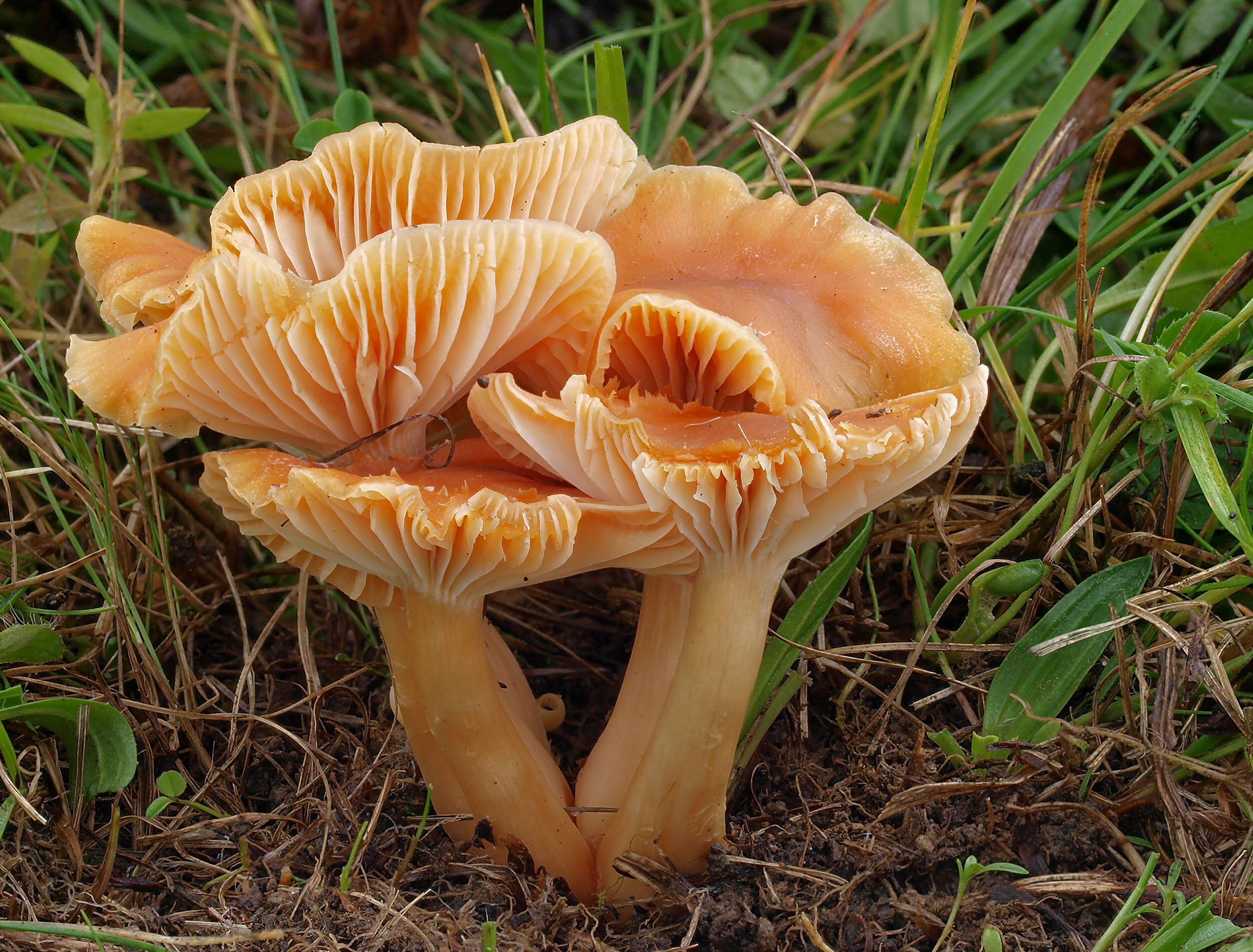
Hygrocybe pratensis